# Cyrtopodium hatschbachii
Cyrtopodium hatschbachii là một loài phong lan.

## Hình ảnh

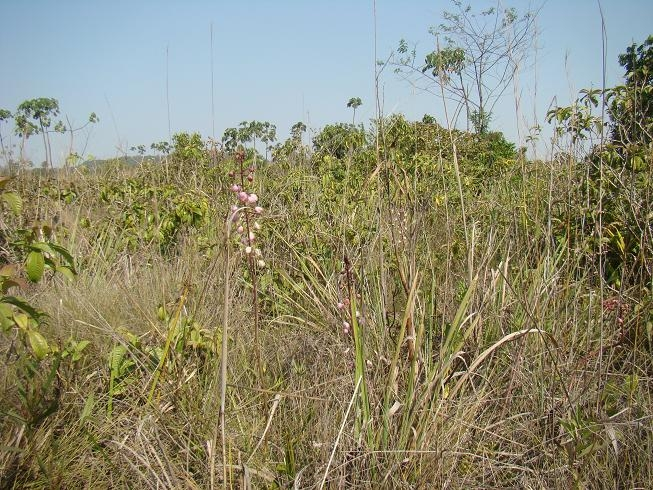
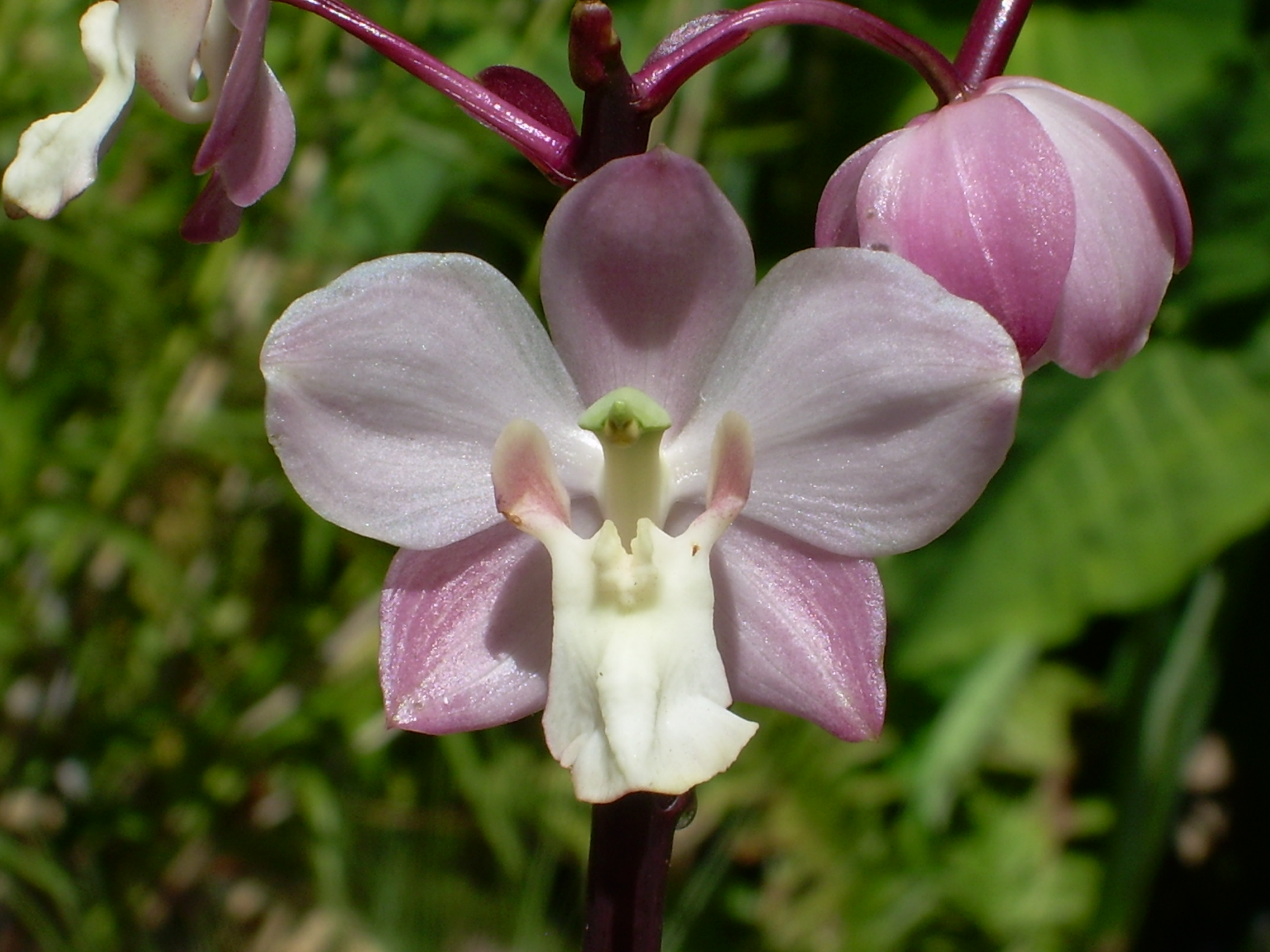
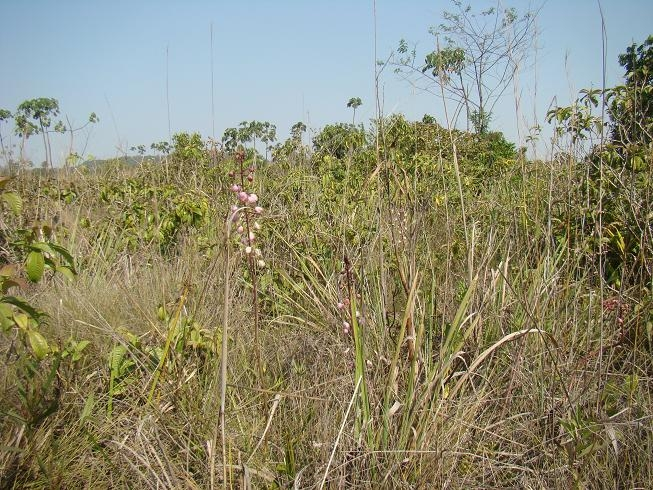